# Nubiluz Rangel
Nubiluz Rangel (13 de agosto de 1993 en San Cristóbal, Venezuela) es una futbolista Profesional Venezolana. Se desempeña en el terreno de juego como defensa y su actual equipo es el Independiente Santa Fe de la Liga Profesional Femenina. 
Ha jugado 5 Conmebol libertadores consecutivas desde el 2017 hasta el 2021 
Campeona de la liga de Colombia en el 2020 
Sub campeona de Conmebol libertadores en el 2021 
En su carrera como profesional a anotado 11 goles el cual 9 a anotado en la liga de Colombia Y 2 en Conmebol libertadores 

## Inicios
Su Primer equipo fue el Independiente La Fría de Venezuela.

## Selección nacional
Su primer representación con la Selección femenina de fútbol de Venezuela fue en los Juegos Bolivarianos 2013. En 2014, Rangel disputó su primer Copa América 2014 estuvo en los Juegos Centroamericanos y del Caribe de 2014.

## Clubes
| Club                   | País              | Año        |
| ---------------------- | ----------------- | ---------- |
| Independiente La Fría  | Venezuela         | - 2014     |
| Rush Soccer Club       | Trinidad y Tobago | 2015       |
| Cúcuta Deportivo       | Colombia          | 2017       |
| Sportivo Limpeño       | Paraguay          | 2017       |
| Atlético Nacional      | Colombia          | 2018       |
| Colo-Colo              | Chile             | 2018       |
| Cúcuta Deportivo       | Colombia          | 2019       |
| Atlético Huila         | Colombia          | 2019       |
| Independiente Santa Fe | Colombia          | Actualidad |

## Palmarés
Es campeona con Independiente Santa Fe, en la Liga Profesional Femenina de Fútbol de Colombia de 2020.